# Alma Zadić
Alma Zadić (Tuzla, 1984. május 24. –) 2020 és 2025 között Ausztria igazságügy-minisztere.

## Életpályája
Zadić tíz évesen a szüleivel menekült a boszniai háború alatt Ausztriába.
2003 és 2007 között jogot tanult a Bécsi Egyetemen.
A 2017-es ausztriai parlamenti választással elért egy mandátumot a Peter Pilz listájának, majd a 2019-es ausztriai parlamenti választással megint elért egy mandátumot, most a Osztrák Zöld Pártnak.
2020. január 7. és 2025. március 3. között igazságügyminiszter volt Sebastian Kurz, Alexander Schallenberg és Karl Nehammer kancellársága alatt.
Zadić bosnyák (boszniai muszlim) származású, vallástalannak vallja magát.